# Складна черепаха Упемба
Склáдна черепаха Упемба (Pelusios upembae) — вид черепах з роду Складні черепахи родини Пеломедузові черепахи.

## Опис
Загальна довжина карапаксу досягає 23 см. Голова середнього розміру, широка з 2 вусиками на підборідді. На шиї і горлі шкіра пузирчаста або зерниста. Карапакс овальної форми, подовжений, розширюється у задній частині. Пластрон широкий, великий, закриває знизу більшу частину карапакса.
Голова жовто-коричнева з дрібними жовтими цяточками. Карапакс темно—коричневого або чорного забарвлення. Пластрон чорний з жовтою пігментацією або плямами, перетинка чорна.

## Спосіб життя
Полюбляє глибокі річки та струмки. зустрічається на висоті до 700 м над рівнем моря. Харчується рибою, молюсками, земноводними.
Стосовно процесу парування та розмноження цієї черепахи достатніх відомостей немає.

## Розповсюдження
Це ендемік Демократичної Республіки Конго. Мешкає у басейні річки Упемба, в національному парку Упемба, провінції Шаба. А також у річках Фунгве та Луалаба.